# Model podatność-stres
Model podatność–stres to podejście do problemu wyjaśniania genezy różnic indywidualnych, i szczególnie zaburzeń czy chorób (np. w psychologii i w medycynie) kładące nacisk na rolę interakcji pomiędzy wewnętrznymi predyspozycjami a wpływem czynników zewnętrznych. Odróżnia się od prostszych perspektyw obecnych w debatach nature versus nurture („natura czy wychowanie”), które opisują te procesy jako samodzielny efekt czynników zewnętrznych (np. toksyn czy bakterii chorobotwórczych) lub wewnętrznych (np. posiadania genów warunkujących rozwój schizofrenii). 
Podatność (inaczej diateza lub predyspozycja) to indywidualna wrażliwość na stresory, takie jak infekcje, zdarzenia i warunki życiowe, które są jedynie czynnikami ryzyka rozwoju zaburzeń. Konkretne choroby mają być związane ze specyficznymi podatnościami i stresorami – badania teorii opisujących takie zależności prowadzone są na przykład w psychologii klinicznej i psychiatrii w odniesieniu do zaburzeń nastroju, schizofrenii czy zaburzeń lękowych. 
Zarówno podatności, jak i stresory mogą być w tym modelu rozumiane szeroko, na przykład jako czynniki genetyczne, psychologiczne, biologiczne, sytuacyjne lub środowiskowe. Ujęcie to pozwala na rozważanie, w jaki sposób jednostki zachowują  zdrowie pomimo hipotetycznej dziedzicznej podatności, lub dlaczego mało podatne na zaburzenie osoby ulegają mu w silnie niesprzyjających warunkach. W modelach specyficznych problemów proponowane jest także wyróżnienie krytycznego progu przeciążenia stresem, związany z nim przejściowy okres krytyczny, czy okresy krytyczne związane z normatywną zmianą życiową (np. dojrzewaniem płciowym, przeprowadzką, utratą pracy lub przejściem na emeryturę), których indywidualny przebieg ma być kluczowy dla zapobieżenia lub rozwoju zaburzeń.
Użycie pojęcia podatność (diateza) w medycynie i psychiatrii sięga co najmniej XIX wieku; jednakże pierwsze pełne sformułowania modelu podatność–stres pojawiły się ok. 1960, na przykład przy opisie mechanizmu schizofrenii przez Paula Meehla. Próbował on wiązać podatności genetyczne z wpływem „schizogennej matki” w roli stresora (ta wpływowa teoria została później zdyskredytowana).
Podejście to leży także u podstaw szerszych modeli psychologii zdrowia, takich jak koncepcja salutogenezy Antonovsky'ego, opisujących zdrowie jako dynamiczną równowagę różnorodnych zasobów odpornościowych lub ochronnych i stresorów, a zaburzenia jako proces przeciążenia lub zakłócenia tej równowagi. Osoby rozwijające tego rodzaju teorie zwracają uwagę na znaczenie promocji zdrowia i adaptacyjnych metod radzenia sobie w profilaktyce zaburzeń. W modelu podatności dyferencjalnej Belsky'ego podkreśla się dodatkowo indywidualną plastyczność, która relatywizuje sens słowa „stresor” – to, co dla jednego człowieka jest stresorem, dla drugiego może być bodźcem wartościowanym pozytywnie (np. pobudzającym do działania i twórczości).